# Biuro poselskie

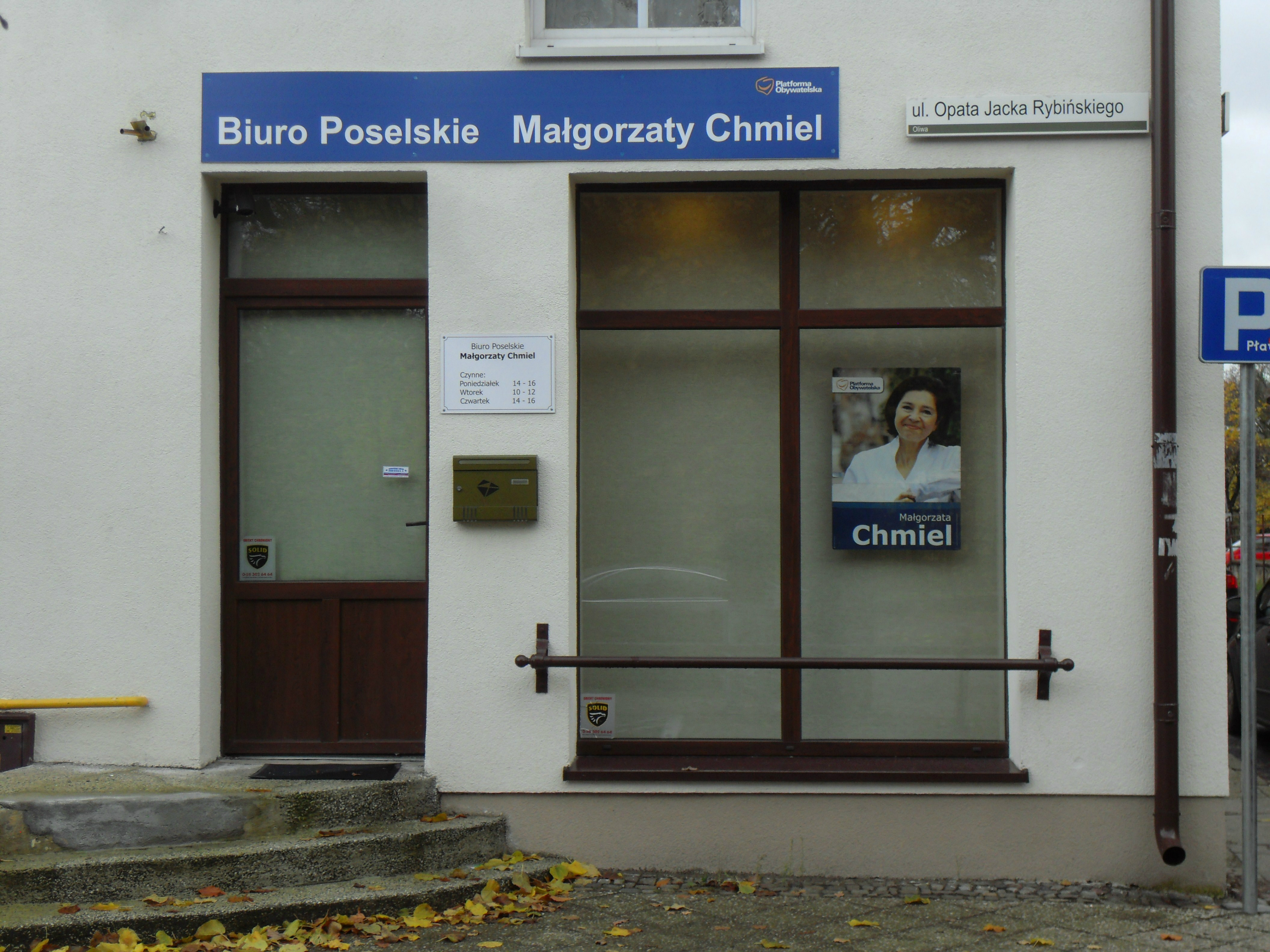
Biuro poselskie posłanki Platformy Obywatelskiej Małgorzaty Chmiel w Gdańsku, w czasie trwania Sejmu RP VIII kadencji

Zgodnie z ustawą o wykonywaniu mandatu posła i senatora (Rozdział 4 INNE PRAWA I OBOWIĄZKI POSŁÓW I SENATORÓW – art. 23 ust. 1) Poseł i senator tworzy biuro poselskie, senatorskie lub poselsko-senatorskie w celu obsługi swojej działalności w terenie.
Idea stworzenia przez posła, biura poselskiego wiąże się przede wszystkim z ułatwieniem kontaktu wyborcom z posłem. Posłowie mają dowolność przy wykorzystywaniu swojego biura poselskiego pod warunkiem, że celem będzie zawsze obsługa swojej działalności w terenie.
Inne przykładowe wykorzystanie biur poselskich to: 
- organizowanie dyżurów poselskich,
- przyjmowanie interesantów,
- udzielanie porad prawno-administracyjnych interesantom,
- współpraca z organizacjami charytatywnymi i społecznymi.

Poseł na utrzymanie swojego biura otrzymuje określoną kwotę, która jest przeznaczana na czynsz, telefony, oraz opłacenie pracowników biura, a także asystentów i ekspertów.